# José Luis Cantilo
José Luis Cantilo (Buenos Aires, 6 de febrero de 1871-Buenos Aires, 11 de octubre de 1944) fue un político argentino perteneciente a la Unión Cívica Radical.

## Biografía
José Luis Teófilo Cantilo nació en Buenos Aires el 6 de febrero de 1871, hijo de Magdalena Ortiz Basualdo Quesada y de José María Raimundo Cantilo Muñoz. Contrajo matrimonio en 1897 con Josefina Alejandra Achával Rufino, siendo padres de Rosa, Magdalena, Esther, Teresa, Rafael, José Luis y Héctor Cantilo Achával.
Amigo cercano a Hipólito Yrigoyen integró primero la Unión Cívica (1889) y luego fue fundador de la Unión Cívica Radical (1891) desde sus primeros momentos. Participó en las revoluciones de 1893 y 1905. En la Capital Federal, intento tomar el control del arsenal de guerra de Buenos Aires cuando el general Carlos Smith, jefe del Estado Mayor del Ejército dónde tropas leales y la policía recuperaron pronto las comisarías tomadas. 
Tras el fracaso del golpe del intento de golpe Estado en Buenos Aires viajo a Córdoba donde participó en el grupo de jóvenes radicales que tomo prisioneros al vicepresidente José Figueroa Alcorta a quien obligaron a tener una conferencia telegráfica con el presidente Manuel Quintana, solicitándole la renuncia a cambio de su vida, en la misma redada intentaron secuestrar al expresidente Julio Argentino Roca.
En 1895 fue elegido diputado provincial en la Provincia de Buenos Aires. 
El 15 de noviembre de 1916 fundó el diario La Época de orientación yrigoyenista y radical. 
Entre 1917 y 1918 se desempeñó como interventor de la Provincia de Buenos Aires designado por el presidente Hipólito Yrigoyen. Para 1918 tras un año intervenida había 44 municipalidades a las que había embargado los porcentajes que iban a corresponderles en los impuestos fiscales. El erario provincial había dejado de abonar los servicios de hospitales y de la policía, en localidades como Esteban Echeverría, Necochea, Lobos, Pergamino, Rauch, Pehuajó, Tres Arroyos, San Martín, entre otras, se había suspendido el servicio de policía por falta de pago.
También durante su intervención se suscitaron conflictos obreros en los frigoríficos y en zonas industriales de Zárate, Avellaneda; y en los puertos de Mar del Plata y Bahía Blanca. Entre 1917 y 1918 hubo un dramático aumento de las planillas de empleados de la administración pública nacional, llegándose a duplicar en un año, lo que causó severas restricciones presupuestarias.
Luego Yrigoyen lo nombró Intendente de la Ciudad de Buenos Aires, cargo en el que se desempeñó entre 1919 y 1921.
Encabezo el homenaje en el centenario del fallecimiento del Gral. Manuel Belgrano.
En 1922 fue elegido gobernador de la Provincia de Buenos Aires desempeñándose hasta 1926. Entre 1936 y 1940 fue diputado nacional por la Capital Federal. Siendo gobernador de Buenos Aires, decretó, en 1922, la Organización Deportiva de la Provincia. 
Durante su gobernación quebraría la empresa de telégrafos provinciales.
Fue también miembro de la Academia Nacional de la Historia, el Instituto Histórico del Perú, la Academia Nacional de Historia del Ecuador, y el Instituto Histórico y Geográfico del Uruguay.[cita requerida]